# ۷ فروردین
۷ فروردین - هفتمین روز سال در گاه‌شماری خورشیدی است. به پایان سال ۳۵۸ روز (۳۵۹ روز در سال کبیسه) باقی‌است.

## رویدادها
- ۱۳۶۱ - آغاز مرحله سوم عملیات فتح‌المبین
- ۱۳۸۷ - رقابت ۷ فروردین ۱۳۸۷ تیم ملی فوتبال ایران با تیم ملی فوتبال کویت در مرحله مقدماتی جام جهانی فوتبال ۲۰۱۰ (آسیا)
- ۱۳۸۹ - برگزاری نخستین دوره جشن جهانی نوروز در تهران
- ۱۴۰۰ - امضا شدن توافقنامه برنامه ۲۵ ساله همکاری‌های مشترک ایران و چین توسط محمدجواد ظریف از نظام جمهوری اسلامی ایران و وانگ یی از چین[۱]
- ۱۴۰۳ - رقابت ۷ فروردین ۱۴۰۳ تیم ملی فوتبال ایران با تیم ملی فوتبال ترکمنستان در مرحله مقدماتی جام جهانی فوتبال ۲۰۲۶ (آسیا) و مرحله مقدماتی جام ملت‌های آسیا ۲۰۲۷

## زادروزها
- ۱۲۴۸ - سید علی قاضی، مجتهد
- ۱۲۸۱ - احمد آرام، مترجم و نویسنده
- ۱۲۹۵ - عباس قریب، بازیکن فوتبال
- ۱۳۱۸ - لیلا کسری، شاعر
- ۱۳۲۱ - فیروز عبدالمحمدیان، بازیکن واترپلو
- ۱۳۲۳ - خسرو شکیبایی، بازیگر
- ۱۳۲۴ - عنایت‌الله بخشی، بازیگر
- ۱۳۲۵ - رامیز شهوق، نقاش
- ۱۳۲۶ - شاهین فرهت، موسیقی‌دان
- ۱۳۲۸ - بیژن عالی‌پور، کارشناس نفت
- ۱۳۲۹ - کاظم فرهادی، نویسنده
- ۱۳۳۰ - پوران درخشنده، کارگردان و فیلم‌نامه‌نویس
- ۱۳۳۰ - جمشید حیدری، کارگردان و فیلم‌نامه‌نویس
- ۱۳۴۹ - لیلا پهلوی، از فرزندان محمدرضا پهلوی و فرح پهلوی
- ۱۳۴۹ - علی‌محمد قاسمی، کارگردان
- ۱۳۵۰ - سیروس پورموسوی، آموزگار فوتبال
- ۱۳۵۴ - برزو ارجمند، بازیگر و خواننده
- ۱۳۵۵ - تهمتن امینیان، طراح گرافیک
- ۱۳۵۶ - حجت‌الله واعظی، بازیکن تیراندازی با کمان
- ۱۳۶۲ - مصطفی شجاعی، بازیکن فوتبال
- ۱۳۶۴ - شهرزاد کمال‌زاده، بازیگر
- ۱۳۶۵ - احسان امینی، کشتی‌گیر
- ۱۳۶۶ - شادی اسدپور، کارگردان
- ۱۳۶۸ - مصطفی حسین‌خانی، کشتی‌گیر
- ۱۳۷۰ - وفا هخامنش، بازیکن فوتبال
- ۱۳۷۵ - تهمینه درگذنی، بازیکن والیبال

## درگذشت‌ها
- ۱۳۲۳ - خلیل ثقفی، پزشک و از طرفداران انقلاب مشروطه
- ۱۳۳۷ - جواد امامی، نماینده تبریز در دوره نهم مجلس شورای ملی
- ۱۳۵۷ - علی‌اکبر درخشانی، از افسران پایه‌گذار ارتش نو ایران
- ۱۳۵۸ - عبدالرسول خیام‌پور، پژوهشگر ادبیات
- ۱۳۷۷ - لرتا، بازیگر
- ۱۳۸۵ - منوچهر همایون‌پور، خواننده
- ۱۳۹۰ - مسعود استیلی، بازیکن فوتبال
- ۱۳۹۹ - دانیل گورگیزنژاد، وزنه‌بردار
- ۱۴۰۰ - محمد ابوالحسنی، تهیه‌کننده انیمیشن
- ۱۴۰۲ - نورمحمد ذوالفقاری، بازیگر
- ۱۴۰۳ - زهرا شجاعی، رئیس معاونت امور زنان و خانواده در زمان ریاست جمهوری سید محمد خاتمی

## مناسبت‌ها
- روز وقف[نیازمند منبع]